# Matilde Reymão
Matilde Reymão (Lisboa, 17 de fevereiro de 2000), é uma atriz e modelo portuguesa.

## Biografia
Iniciou a sua carreira de modelo, possuindo apenas 15 anos de idade. Matilde terá despertado o interesse dos diretores da agência Central Models, depois de não ter sido selecionada para uma campanha, para a qual realizou um casting.
Enquanto modelo, chegou a trabalhar em Londres, mas foi em 2020 que entrou para o mundo da representação, tendo integrado o elenco da telenovela Amar Demais da TVI.
Em 2021, participou nas 2ª e 3ª temporadas de O Clube da Opto, integrando o elenco principal da série. No mesmo ano, também integrou o elenco da telenovela Para Sempre da TVI.
Em 2022, foi nomeada para os Globos de Ouro(Revelação) da SIC e para os Prémios Fantastic (Melhor Atriz em Streaming - O Clube). Ainda em 2022, iniciou a sua participação na telenovela Por Ti, produzida pela SIC.
Em novembro de 2022, foi anunciado o regresso da atriz à TVI, pelas mãos de José Eduardo Moniz, tendo assinado um contrato de exclusividade com o canal.Protagonizou as telenovelas Cacau em 2024 e, em 2025 A Protegida.

## Carreira

### Televisão
| Ano         | Projeto                 | Papel                         | Notas               | Canal |
| ----------- | ----------------------- | ----------------------------- | ------------------- | ----- |
| 2020 - 2021 | Amar Demais             | Diana Benvindo Stanley        | Elenco Principal    | TVI   |
| 2021        | Para Sempre             | Melissa                       | Elenco Adicional    | TVI   |
| 2021        | O Clube (2.ª temporada) | Carlota Mendes/ Cátia Batista | Protagonista (OPTO) | SIC   |
| 2021        | O Clube (3.ª temporada) | Carlota Mendes/ Cátia Batista | Protagonista (OPTO) | SIC   |
| 2022 - 2023 | Por Ti                  | Luísa Melchior                | Elenco Principal    | SIC   |
| 2022        | Operação Maré Negra     | Prostituta Rubia              | Elenco Adicional    | RTP1  |
| 2024        | Cacau                   | Clara «Cacau» Coutinho        | Protagonista        | TVI   |
| 2025        | A Protegida             | Mariana Vilalobos             | Protagonista        | TVI   |